# Fernando Niño (patriarca)
 No se debe confundir con su sobrino Fernando Niño de Guevara.
Fernando Niño y Zapata (Toledo, fecha desconocida - Madrid, 16 de septiembre de 1552) fue un eclesiástico y hombre de estado español, archidiácono de Sepúlveda, inquisidor de Toledo, obispo de Orense y de Sigüenza, arzobispo de Granada y presidente de su Real Chancillería, patriarca de Indias y presidente del Consejo Real de Castilla durante el reinado de Carlos I.

## Biografía
Nacido en Toledo, fue el segundo hijo de Juan Niño Cuello, hijo segundo de los señores de Añover de Tajo, y de Aldonza Zapata, de la rama familiar de Mazarambroz con origen en Pero Niño. Fue archidiácono de Sepúlveda ( Segovia ) e inquisidor, cargo que es conocido por la carta que el emperador Carlos V dirigió al capítulo de Ourense para que admitieran a Niño como obispo de Ourense, cargo del que tomó posesión el 5 de octubre de 1539, a través del licenciado Gabriel Martínez, que después sería provisor de Niño en la diócesis. Por otro lado, el emperador le tuvo en alta estima por sus cualidades y sus conocimientos, y lo nombró presidente de la Cancillería de Granada y, además, el feudo arzobispo de Granada, tomó posesión el 12 de mayo de 1542 y gobernó la archidiócesis durante cinco años. De estos cargos fue promovido a patriarca de las Indias Occidentales, fue nombrado obispo de Sigüenza, tomando posesión el 11 de noviembre de 1546, y presidente del Consejo de Castilla.
Murió en Toledo el 16 de septiembre de 1552, siendo presidente del Consejo de Castilla. Fue testamentario su sobrino Rodrigo Niño, residente en la misma ciudad. Mandó ser enterrado en la catedral de Sigüenza , deseo que se cumplió cuando fue sepultado definitivamente allí en mayo de 1558.